# Южен китоподобен делфин
Южен китоподобен делфин (Lissodelphis peronii) е вид бозайник от семейство Делфинови (Delphinidae).

## Разпространение и местообитание
Видът е разпространен в Австралия, Аржентина, Асенсион и Тристан да Куня, Бразилия, Буве, Мозамбик, Намибия, Нова Зеландия, Остров Света Елена, Перу, Уругвай, Фолкландски острови, Френски южни и антарктически територии, Чили, Южна Африка и Южна Джорджия и Южни Сандвичеви острови.
Обитава крайбрежията на океани в райони с умерен и субтропичен климат.

## Описание
Теглото им е около 116 kg.